# Anidrytus mexicanus
Anidrytus mexicanus är en skalbaggsart som beskrevs av Strohecker 1997. Anidrytus mexicanus ingår i släktet Anidrytus och familjen svampbaggar. Inga underarter finns listade i Catalogue of Life.